# Liste des sites classés et inscrits des Bouches-du-Rhône

Le département des Bouches-du-Rhône en rouge sur la carte

La liste des sites classés des Bouches-du-Rhône présente les sites naturels classés du département des Bouches-du-Rhône, au nombre de trente-huit.

## Liste
Les critères sur lesquels les sites ont été sélectionnés sont désignés par des lettres, comme suit :
- TC : Tout critère
- A : Artistique
- P : Pittoresque
- S : Scientifique
- H : Historique
- L : Légendaire

| Commune | Site classé | Description | Date du classement          | Critère de classement | Géolocalisation | Superficie(ha) | Autres labels | Illustration                                       |
| --- | --- | --- | --------------------------- | --------------------- | --------------- | -------------- | ------------- | -------------------------------------------------- |
| Aix-en-Provence | Château de la Gaude | façades et toitures du château; chapelle; terrasse avec ses motifs décoratifs; parc à la française, y compris les fontaines, les bassins et tous les éléments sculptés qui les bordent | arrêté du 18 mai 1960       | P                     |                 |                |               |                                                    |
| Aix-en-Provence | Ensemble formé par le pavillon et l'atelier de Cézanne (façades, élèvations et toitures), et les terrains constituant l'ancienne propriété du peintre                                                             | parcelles n° 3503p et 3515p, section C du cadastre | arrêté du 17 décembre 1942  | TC                    |                 |                |               |                                                    |
| Aix-en-Provence | propriété dite "le Jas de Bouffan" comprenant la demeure (façades, élévations et toitures), la grille, le portail d'entrée, les allées d'arbres, les jardins, les pièces d'eau, les statues et les fontaines      | | arrêté du 16 mars 1943      | TC                    |                 |                |               |                                                    |
| Aix-en-Provence, Beaurecueil, Le Tholonet, Puyloubier, Saint-Antonin-sur-Bayon, Saint-Marc-Jaumegarde, Vauvenargues | L'ensemble formé par la Montagne Sainte-Victoire | | décret du 15 septembre 1983 | P                     |                 |                |               |                                                    |
| Aix-en-Provence, Gardanne                                                                                           | La partie du domaine de Valabre à Gardanne et Aix-en-Provence entre la voie ferrée et la route le long de la Luyne                                                                                                | à l'exception des peupliers en bordure de la route de Gardanne à Luyne face à la terrasse du château                                                                                   | arrêté du 12 mai 1941       | TC                    |                 |                |               |                                                    |
| Allauch | La "Butte des Moulins" | | arrêté du 30 juillet 1910   |                       |                 |                |               |                                                    |
| Arles | Colline de Montmajour (parcelles n° 104p à 158, section R du cadastre) | | arrêté du 19 février 1934   | TC                    |                 |                |               |                                                    |
| Arles | Nécropole des Alyscamps, allée des "Alyscamps" | | arrêté du 2 septembre 1913  |                       |                 |                |               |                                                    |
| Les Baux-de-Provence                                                                                                | L'ensemble des immeubles nus, bâtis ou en ruines de la cité haute des Baux appartenant à la commune des Baux ainsi que le sol des places, rues et chemins de la commune                                           | à l'exception des édifices déjà classés MH | arrêté du 19 juin 1942      | TC                    |                 |                |               |                                                    |
| Les Baux-de-Provence                                                                                                | L'ensemble des terrains et des carrières communales des Grands Fronts, des Bringuasses, de Sarragan et de la Dame et des terrains et des carrières appartenant à M. Denis Xavier et à sa mère Mme Marie Michel    | | décret du 16 février 1937   | TC                    |                 |                |               |                                                    |
| Les Baux-de-Provence                                                                                                | L'ensemble du lieu-dit Le Chaos du Val d'Enfer sur la commune des Baux et constitué par les parcelles 392 à 394 section A                                                                                         | | décret du 27 novembre 1934  | TC                    |                 |                |               |                                                    |
| Beaurecueil | Terrains renfermant le gisement paléontologique (œufs de dinosaures) dit de "Roques-Hautes" (parcelles n° 9 et 10, section AK, 7 et 21 section AL du cadastre)                                                    | | décret du 21 février 1964   | TC                    |                 |                |               |                                                    |
| Cassis | Cap Canaille et ses abords | parcelles n° 161 à 203, 212, 213, 217 à 219, 225 et 227p, section D du cadastre | 13 juillet 1960             |                       |                 |                |               |                                                    |
| Cassis | La villa Jeanne, parcelles 644 et 1434, section F) | | arrêté du 26 mars 1973      | TC                    |                 |                |               |                                                    |
| Cassis, la Ciotat                                                                                                   | L'ensemble formé par le site du Cap Canaille, du Bec de l'Aigle et de leurs abords ainsi que le domaine public maritime correspondant sur les communes de Cassis et de la Ciotat                                  | | décret du 4 avril 1989      | P                     |                 |                |               | Le cap Canaille et la route des Crêtes à La Ciotat |
| Cassis, Marseille                                                                                                   | Le massif des Calanques sur les communes de Marseille et de Cassis | | décret du 29 août 1975      | P                     |                 |                |               |                                                    |
| Cassis, Marseille                                                                                                   | L'ensemble constitué par le domaine public maritime correspondant au site du massif des Calanques sur les communes de Marseille et de Cassis sur une distance de 500 mètres à partir de la limite des hautes eaux | | arrêté du 27 décembre 1976  | TC                    |                 |                |               |                                                    |
| Cassis, Marseille                                                                                                   | Les calanques d'En-Vau et de Port Pin, à Cassis et à Marseille, parcelles 74, 76, 77, 80 section de Mazargues | | arrêté du 31 juillet 1936   | TC                    |                 |                |               | Calanque d'En Vau à Cassis.                        |
| Châteaurenard | La colline sur laquelle s'élèvent les restes du château de Châteaurenard, propriété communale | | arrêté du 26 décembre 1921  | TC                    |                 |                |               |                                                    |
| Eygalières | Ensemble formé par le site de la chapelle Saint-Sixte | parcelles n° 30, 32 à 35, 37, 176, 177p, 178 à 181, 182p, 186p, 187, 188, 190, 193 à 195, 208p, 214, 215, section CL du cadastre                                                       | décret du 2 novembre 1978   | P                     |                 |                |               |                                                    |
| Eygalières | L'ensemble formé sur le quartier de la Lèque, par la propriété de Mlle Laure Moulin et comprenant les parcelles 851, 590 à 593 et 595 section B                                                                   | | arrêté du 4 octobre 1967    | H                     |                 |                |               |                                                    |
| Lamanon | Le platane géant de Lamanon et les grottes de Calès | | arrêté du 26 février 1918   | TC                    |                 |                |               |                                                    |
| Marseille | Dix arrêtés classant des parcelles de la colline de Notre-Dame de la Garde, propriétaires par propriétaires | | arrêtés du 8 octobre 1917   | TC                    |                 |                |               |                                                    |
| Marseille | La forêt domaniale de la Gardiole, parcelles du plan cadastral n°s 46 à 55, 78 à 89, 91 à 121 section Z | | arrêté du 29 novembre 1934  | TC                    |                 |                |               |                                                    |
| Marseille | La parcelle 5991 faisant partie de la colline de Notre-Dame de la Garde (2480 m²) | | arrêté du 29 mai 1917       | TC                    |                 |                |               |                                                    |
| Marseille | La parcelle 6007 faisant partie de la colline de Notre-Dame de la Garde (30 000 m²) sous le numéro 14 sur le plan                                                                                                 | | arrêté du 29 mai 1917       | TC                    |                 |                |               |                                                    |
| Marseille | La parcelle faisant partie de la colline de Notre-Dame de la Garde et appartenant à Mme Vve Ferdinand Gauthier, d'une contenance de 460 m2                                                                        | désignée sous le numéro 1 au plan dressé par la Direction des travaux de Marseille | arrêté du 29 mai 1917       | TC                    |                 |                |               |                                                    |
| Marseille | Le plan d'eau du Vieux Port de Marseille et les quais qui le bordent jusqu'aux trottoirs qui précèdent les immeubles sis sur ces quais                                                                            | | arrêté du 6 août 1932       | TC                    |                 |                |               |                                                    |
| Marseille | Les parcelles de la colline de Notre-Dame de la Garde, à Marseille, appartenant à l'Etat (domaine public militaire) et portant sur le plan parcellaire le numéro rouge 5                                          | | arrêté du 15 janvier 1920   | TC                    |                 |                |               |                                                    |
| Marseille | Les parcelles de la colline dite "de St-Joseph" dans le quartier du Cabot, comprenant la chapelle, une zone de 40 mètres autour et un chemin d'accès                                                              | | arrêté du 22 juillet 1931   | TC                    |                 |                |               |                                                    |
| Marseille | Presqu'île de la Pointe Rouge : parcelles de terrain faisant partie du domaine public maritime, depuis la traverse Foch jusqu'au droit du boulevard Raspail                                                       | | arrêté du 3 janvier 1925    |                       |                 |                |               |                                                    |
| Marseille | Presqu'île de la Pointe-Rouge : parcelles de terrain entre le domaine public maritime et le CV n° 8 de Montredon                                                                                                  | | arrêté du 22 juillet 1924   |                       |                 |                |               |                                                    |
| Marseille | Promenade de la Corniche : domaine public maritime, depuis les Bains des Catalans jusqu'à ceux du Roucas-Blancs                                                                                                   | | arrêté du 3 janvier 1925    |                       |                 |                |               |                                                    |
| Marseille | Promenade de la Corniche : Les parcelles de terrain de la Promenade de la Corniche, à Marseille, comprises entre la promenade et le domaine public maritime                                                       | | arrêté du 22 juillet 1924   | TC                    |                 |                |               |                                                    |
| Martigues | L'ensemble formé à Martigues par les bras de mer dits Canal Saint-Sébastien et Miroir aux Oiseaux, le quai Brescon ainsi que les façades, murs et toitures des immeubles qui le bordent                           | | décret du 28 octobre 1942   | TC                    |                 |                |               |                                                    |
| Puyloubier, Saint-Antonin-sur-Bayon                                                                                 | Les parcelles situées au sommet de la Montagne Sainte-Victoire sur les communes de Puyloubier (7 et 8 section BI) et Saint-Antonin-sur-Bayon (43 section AN)                                                      | | arrêté du 9 janvier 1964    | P                     |                 |                |               | La montagne Sainte-Victoire.                       |
| Puy-Sainte-Réparade                                                                                                 | L'ensemble formé par le château de Fonscolombe et son parc, parcelles 362 et 363 section B | | arrêté du 18 août 1958      | P                     |                 |                |               |                                                    |
| Les Saintes-Maries-de-la-Mer                                                                                        | Propriétés appartenant à la compagnie des produits chimiques et électrométallurgiques Alais, Froges et Camargue                                                                                                   | | arrêté du 8 juin 1942       |                       |                 |                |               |                                                    |
| Saint-Marc-Jaumegarde                                                                                               | L'ensemble formé par le château et ses abords, parcelles 3 à 5, 12 à 19 et 24p section AB, 37, 55 à 62, 64p et 76 section AE, 9 à 17 section AW                                                                   | | arrêté du 18 février 1969   | P                     |                 |                |               |                                                    |
| Saint-Rémy-de-Provence                                                                                              | La partie du plateau des Antiques | parcelles 733, 734, 739, 757, 758, 762p, 763p, 764, 765, 767 section F, 1927p à 1930p, 1936, 1943, 1950, 1957, 1959, 1960, 2026p, 2027 à 2029, 2031 à 2039, 2042 section E             | décret du 30 septembre 1937 | TC                    |                 |                |               |                                                    |
| Saint-Rémy-de-Provence                                                                                              | La partie du plateau des Antiques | parcelles 735 à 738, 740 à 749, 755, 756, 761, 762p, 763p, 766, 774 section F, 1944 à 1949, 2026p, 2030, 2038, 2040, 2041, 2043 à 2050 section E                                       | arrêté du 30 septembre 1937 | TC                    |                 |                |               |                                                    |
| Saint-Rémy-de-Provence                                                                                              | La partie du plateau des Antiques | parcelles 775 appartenant à M. Rolland et à Mme Galleron et 776, 792 et 2058 section E appartenant à la commune                                                                        | arrêté du 8 novembre 1938   | TC                    |                 |                |               |                                                    |
| Le Tholonet | CD n°17 dit "route de Cézanne" dans sa traversée de la commune sur une longueur de 4,690 kilomètres, entre les points kilométriques 75,567 et 80,257                                                              | | arrêté du 30 mai 1959       |                       |                 |                |               |                                                    |
| Trets | Le site de l'Ermitage de Saint-Jean-du-Puy, à Trets, parcelles 389 à 392 section E | | arrêté du 20 avril 1938     | TC                    |                 |                |               |                                                    |